# Піскуваха
Піскува́ха — річка в Україні, у Чернігівській області, права притока Десни (басейн Дніпра). Тече територією Корюківського району. На річці розташоване село Мале Устя цього району.
Назву «Піскуваха» зафіксовано 1964 року в топонімічних матеріалах експедиції Інституту мовознавства АН УРСР.